# Vincent McNabb
Vincent McNabb (Portaferry, 8 luglio 1868 – Londra, 17 giugno 1943) è stato un religioso, presbitero e scrittore irlandese.

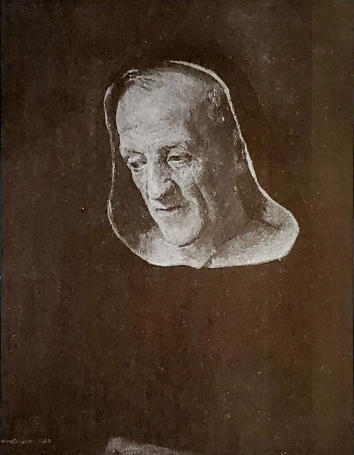

Padre Vincent Mc Nabb O.P. fu un influente studioso irlandese, religioso domenicano, nato a Portaferry, nella contea di Down, nell'odierna Irlanda del Nord, decimo di undici figli. Morì a Londra, nella parrocchia di San Domenico.

## Biografia
Il giovane Vincent fu educato nel periodo scolastico nel Seminario diocesano di Belfast, il St. Malachy's College. Il 10 novembre 1885 entrò nel noviziato del Frati Domenicani inglesi a Woodchester nel Gloucestershire, in Inghilterra; fu ordinato sacerdote nel 1891. Dopo gli studi all'Università di Lovanio, in Belgio, dove ottenne il titolo di lettore in Sacra Teologia e fu insignito del titolo di Cavaliere dell'Ordine della Corona Belga, fu inviato in Inghilterra dove passò il resto della sua vita al servizio del popolo inglese.
Fu grande amico di Gilbert Keith Chesterton, Hilaire Belloc e Ronald Knox, dei quali condivise gli ideali cattolici e distributisti.
Padre Vincent fu membro dell'Ordine Dominicano per 58 anni e lo servì come professore di filosofia al Priorato di Hawkesyard, come priore del Priorato di Holy Cross (Santa Croce), come bibliotecario del Priorato, come lettore all'Università di Londra e in molte altre vesti nella Provincia inglese dell'Ordine Domenicano.
Col suo abito tessuto a mano (secondo i suoi ideali distributisti) e le sue scarpe da soldato rattoppate, fu una specie di istituzione a Londra per mezzo secolo. Decine di migliaia di persone lo sentirono fare discorsi in Hyde Park dove egli non si vergognava di affrontare tutti gli sfidanti, protestanti, atei e liberi pensatori, dinanzi a vaste folle ogni domenica salendo sulla classica soap box degli oratori di quel famoso parco, o dibattere con luminari come George Bernard Shaw nei teatri della città e nelle sale da conferenza sui temi sociali più scottanti del momento e senza timore alcuno.
Quando celebrò il cinquantesimo anniversario della sua ordinazione sacerdotale, nel 1941, disse che in questa vita c'è tempo solo per combattere ma che c'è un'eternità per godere dei propri amici. Voleva celebrare questo anniversario andando a piedi a Roma ma il suo superiore provinciale glielo proibì, e allora fece lo stesso il viaggio ma in nave e in treno.
Delle sue due "patrie" disse che amava l'Irlanda come una madre e l'Inghilterra come una sposa.
Padre Mc Nabb fu giustamente descritto come un frate del Tredicesimo secolo che viveva nella Londra del Ventesimo (che lui chiamava "Babylondon", paragonandola alla biblica Babilonia), capace di leggere il Vecchio Testamento (e facendo delle note su di esso) in ebraico, il Nuovo Testamento (citandolo) in greco, e le opere di San Tommaso d'Aquino (scrivendo le sue riflessioni su di esso) in latino.
Nel corso della sua vita padre Mc Nabb ebbe ben poco di suo, eccettuata la sua copia della Bibbia, del Breviario, delle "Costituzioni dell'Ordine Dominicano" e della Summa Theologiae di San Tommaso. Non dormiva mai nel letto, bensì sul pavimento di legno della sua cella, e non possedeva neppure una sedia. Quando studiava, leggeva, scriveva o pregava, era sempre in ginocchio e come san Domenico raggiungeva a piedi i posti ove si recava.
Aveva un fine senso dell'umorismo ed una grande eloquenza.
La missione di padre McNabb aveva tre aspetti principali: il primo era la riunione tra Cattolici e Anglicani, il secondo era la giustizia sociale ispirata a San Tommaso e all'Enciclica Rerum Novarum di papa Leone XIII, che chiamava tutti i ministri della santa religione a portare nella battaglia per un'ampia distribuzione della proprietà le massime energie delle loro menti e tutta la loro capacità di resistenza; e il terzo aspetto era difendere e puntellare sia la fede che la ragione, entrambe assediate dai modernisti.
Mc Nabb, impegnato nella sua triplice missione, sentiva comunque che la sua principale lotta era per il servizio ai poveri. La mise in atto insegnando la dottrina cattolica ai bambini poveri, visitando i malati e i moribondi, arrivando anche a pulire i pavimenti di stranieri impediti che non avevano nessuno che vi provvedesse. L'idea di distributismo, in qualche modo, può essere intesa come una forma più complessa della carità.
Assieme agli scrittori Gilbert Keith Chesterton e Hilaire Belloc, Mc Nabb pensava che coloro che erano poveri dal punto di vista della religione e della proprietà dovevano avere diritto ad entrambe. Ciò che Mc Nabb diede al movimento distributista fu l'analisi tomistica delle moderne strutture economiche, sociali e politiche, che rimane tuttora valida. Tale analisi è soprattutto un argomento contro il "razionalismo economico" e la "pianificazione sociale" perché Mc Nabb vedeva chiaramente come l'obiettivo di entrambe fosse il sacrificio della famiglia sull'altare della cosiddetta efficienza.

### Citazioni su padre Mc Nabb
(Gilbert Keith Chesterton)
(Hilaire Belloc)
(mons. Ronald Knox)
Bibliografia:
Paolo Gulisano, Babylondon. Padre McNabb, maestro di Chesterton nel caos di "Babylon-London", Edizioni Studio Domenicano (2010), pagine 164.